# Alliopsis magnilamella
Alliopsis magnilamella este o specie de muște din genul Alliopsis, familia Anthomyiidae. A fost descrisă pentru prima dată de Fan în anul 1983. Conform Catalogue of Life specia Alliopsis magnilamella nu are subspecii cunoscute.